# Маништа
Маништа́ (рос. Манышта, башк. Манышты) — село у складі Бєлорєцького району Башкортостану, Росія. Входить до складу Інзерської сільської ради.
Населення — 372 особи (2010; 414 в 2002).
Національний склад:
- башкири — 100%